# Simfonia dragostei
Simfonia dragostei este un film românesc din 1928 regizat de Ion Șahighian. Rolurile principale au fost interpretate de actorii Al Critico, Ion Livescu.

## Distribuție
Distribuția filmului este alcătuită din:
- Gritte Heid
- Iancu Petrescu
- Ion Livescu
- Vivian Gibson
- Al Critico